# Kelly McFarlane
Kelly Heavner McFarlane (* 2. Oktober 1992 in San Francisco, Kalifornien) ist eine US-amerikanische Fußballspielerin, die in der Saison 2014 bei den Houston Dash in der National Women’s Soccer League unter Vertrag stand.

## Karriere
McFarlane lief während ihres Studiums an der University of North Carolina at Chapel Hill von 2010 bis 2013 für die dortige Hochschulmannschaft der North Carolina Tar Heels auf. Am 14. Mai 2014 wurde sie von der NWSL-Franchise der Houston Dash verpflichtet und debütierte dort noch am selben Tag im Heimspiel gegen den Portland Thorns FC als Einwechselspielerin. Vor der Saison 2015 wurde McFarlane von ihrem Team freigestellt.